# Вертелов, Константин Михайлович
Константи́н Миха́йлович Верте́лов (18 ноября 1923 года — 3 января 1997 года) — советский военный деятель, генерал-полковник Советской армии. Герой Социалистического Труда (1978), заслуженный строитель РСФСР, лауреат Ленинской премии, Государственной премии СССР и премии Совета Министров СССР.

## Биография

### Ранние годы
Родился 18 ноября 1923 года в городе Исилькуль в рабочей семье. В 1926 году семья Вертелова переехала в Челябинск. Учился в школе 121, окончил её в июне 1941 года.
Во время Великой Отечественной войны работал чертёжником, техником-конструктором, а затем и ведущим технологом в отделе главного технолога на патронном заводе № 541 в Челябинске.
С ноября 1944 года по декабрь 1945 года учился в Челябинском механико-машиностроительном институте, затем работал начальником отдела инструментов и оборудования Челябинской конторы Главного управления снабжения Министерства тяжёлого машиностроения СССР. В 1949 году окончил Свердловский горный институт по специальности «горный инженер».
С июля 1949 года — главный инженер отдела капитального строительства Богословского рудоуправления треста «Уралруда» в городе Краснотурьинске. С января 1950 года по август 1951 года — заместитель директора Свердловского горного института.
В сентябре 1951 года начал работу на строительстве № 514 Министерства внутренних дел СССР, был начальником участка, затем главным инженером 2-го горного района. С апреля 1952 года — главный инженер, а с сентября следующего года — начальник горно-строительного управления.
В апреле 1954 года стал главным инженером Управления строительства № 514 МВД СССР, в ведении которого была постройка Государственного союзного завода № 418 для производства атомного орудия в Свердловске-45. С сентября 1954 года — главный инженер Управления строительства медного рудника (Челябинск-39).

### В Вооружённых Силах СССР
В марте 1956 года начал службу в Вооружённых Силах СССР. В октябре 1958 года стал главным инженером, а в марте 1960 года — начальником Военно-строительного управления медного рудника. После окончательного завершения строительства был переведён в 526-е военно-строительное управление. Участвовал в постройке «Звёздного городка». Задачи были выполнены в короткие сроки.
В августе 1965 года был назначен на должность главного инженера Главного управления специального строительства Министерства обороны СССР, через пять стал заместителем начальника управления, а в феврале 1971 года возглавил его.
На посту начальника Главспецстроя занимался серьёзными вопросами, участвовал в разработке системы связи и управления армией на случай войны, строительством специальных объектов. Лично руководил постройкой уранодобывающих предприятий, строительством и восстановлением объектов, разрушаемых при испытаниях на ядерном Семипалатинском полигоне. Другой важной зоной ответственности Вертелова, в которой он работал почти 20 лет, стало сооружение позиционных районов базирования баллистических ракет стратегического назначения и объектов системы раннего предупреждения о ракетном нападении.
Во время одного из испытаний в результате нештатного пуска произошёл ядерный взрыв на глубине 3 километров в шахте. В этот момент Вертелов и другие сотрудники Главного управления осматривали забетонированный оголовок шахты. При взрыве никто не пострадал.
28 октября 1976 года Константину Михайловичу было присвоено звание генерал-лейтенанта.
Указом Президиума Верховного Совета СССР от 21 февраля 1978 года Вертелову было присвоено звание Героя Социалистического Труда с вручением ордена Ленина и медали «Серп и Молот».
В мае 1979 года Вертелов был назначен на должность первого заместителя начальника строительства и расквартирования войск МО СССР.
30 октября 1981 года Вертелову было присвоено звание «генерал-полковник-инженер».
В октябре 1985 года генерал-полковник Вертелов занял должность начальника Государственной экспертизы и инспекции Министерства обороны СССР.
В 1991 году ушёл в отставку. Занимал пост вице-президента Международного фонда конверсий.
Имел 19 авторских свидетельств на различные изобретения по совершенствованию систем связи и управления.
Умер 3 января 1997 года в Москве. Похоронен на Кунцевском кладбище.

## Награды
Удостоен ряда государственных и ведомственных наград, среди них:
- Герой Социалистического Труда (Указ Президиума Верховного Совета СССР от 21 февраля 1978 года, орден Ленина и медаль «Серп и Молот») — за успешное выполнение заданий по строительству объектов оборонного назначения;
- три ордена Трудового Красного Знамени (29 августа 1969 года, 2 июля 1974 года, 3 марта 1987 года)[1];
- ряд медалей СССР
- звание «Заслуженный строитель РСФСР» (5 августа 1971 года);
- Ленинская премия (1984)[1][4];
- Государственная премия СССР (1976)[1];
- Премия Совета Министров СССР (1976)[1].

## Сочинения
- Вертелов К. М. Космические высоты Главспецстроя. // Военно-исторический журнал. — 1994. — № 3. — С.45-53.

## Отзывы
Первый заместитель начальника строительства и расквартирования войск Министерства обороны СССР К. М. Вертелов — компетентный, волевой и требовательный человек, блестящий организатор — увлекал военных строителей на самоотверженный труд, умело маневрировал силами и средствами военно-строительных подразделений, создавая надежную организацию труда и добиваясь повышения его качества.— Генерал-полковник Вотинцев Ю. В.. Неизвестные войска исчезнувшей сверхдержавы. // Военно-исторический журнал. — 1993. — № 11. — С.22.

## Память
На здании челябинской школы № 121, где учился Вертелов, согласно Распоряжению Администрации города Челябинска от 2 ноября 2010 года № 8053 «Об установке мемориальной доски Вертелову К. М.», была установлена мемориальная доска. Мемориальная доска также была установлена на доме, в котором жил генерал.